# Rowlandius recuerdo
Rowlandius recuerdo är en spindeldjursart som först beskrevs av Armas 1989.  Rowlandius recuerdo ingår i släktet Rowlandius och familjen Hubbardiidae. Inga underarter finns listade i Catalogue of Life.